# Цепеи
Цепе́и (Cepaea) — род моллюсков семейства гелицид.

## Описание
Крупные наземные улитки. Высота раковины 15—16 мм, диаметр 18—20 мм, длина ползущего животного около 40 мм. Раковина кубаревидно-шаровидная, имеет 4,5—5,5 оборота, пупок полностью закрыт. На белом или жёлтом фоне раковины до 5 темных лент (иногда они могут отсутствовать). Скульптура раковины в виде тонких радиальных морщин. Устье раковины косое, его края и губа белого цвета в отличие от красновато-коричневого устья родственного вида Cepaea nemoralis L. Голова и нога улитки светло-серые, просвечивающие.

## Распространение
Страны Центральной и Северной Европы, в некоторых из них (Финляндия) вид нередок. В пределах России известен из Калининградской и Ленинградской областей. В Санкт-Петербурге обитает на Ижорской возвышенности.

## Экология
Цепеи обитают на хорошо прогреваемых участках травяно-дубравных широколиственных лесов на карбонатных почвах, сложившихся на ордовикских отложениях. Молодь питается детритом, грибами и лишайниками и придерживается нижних ярусов леса, поверхности почвы, подстилки. Взрослые улитки часто поднимаются по стволам деревьев, кустарников, по стеблям травянистых растений, которыми дополняют рацион. Яйца откладывают в почву, под валежник, в моховые подушки.

## Лимитирующие факторы
Вырубка широколиственных пород деревьев; сбор живых моллюсков коллекционерами и хозяйственная деятельность человека, связанная с разрушением биотопов в местах обитания вида.

## Меры охраны
Охрана широколиственных лесов на карбонатных почвах. Внесение вида в списки особо охраняемых объектов памятника природы «Дудергофские высоты». Запрет сбора живых улиток в целях коллекционирования.

## Виды
- Пёстрая улитка (Cepaea hortensis) (O. F. Müller, 1774)
- Лесная улитка (Cepaea nemoralis) (Linnaeus, 1758) typus
- Cepaea sylvatica (Draparnaud, 1801)
- Cepaea vindobonensis (Férussac, 1821)